# Wat Tambor
Wat Tambor was in het fictionele Star Wars-universum de voorman van de Techno-Unie en uitvoerend officier van Baktoid Wapenfabrieken. Hij was eveneens de vertegenwoordiger van de Techno-Unie in de Galactische Senaat en later lid van de Separatistische Raad.

## Biografie
Als een Skakoaan van Skakoa besteedde Tambor veel tijd in de industriële wereld van Metalorn. Hij was gedwongen een drukpak te dragen over zijn hele lichaam, om te overleven in zuurstofrijke atmosferen (de atmosfeer van zijn thuisplaneet was namelijk methaanrijk).

### Episode II: Attack of the Clones
Omdat hij wilde ontsnappen aan de schockerende bureaucratie van de Galactische Senaat, sloot hij zich aan bij de Bond van Onafhankelijke Stelsels en bood de legers van de Techno-Unie aan aan de Bond. Eveneens was hij aanwezig toen de eerste vergadering van de Separatisten (die vooral uit handelsorganisaties bestond) plaatsvond op Geonosis. Tambor beloofde hierbij aan hun leider Graaf Dooku, dat hij zich volledig zou inzetten met zijn organisatie. Nadat de Kloonoorlogen uitbraken op Geonosis, vluchtte Tambor van de planeet en zocht een veilig heenkomen.

### Star Wars: The Clone Wars
Tijdens de Kloonoorlogen werd er een prijs om Tambors hoofd geplaatst. Tijdens zijn verblijf, samen met Generaal Grievous, viel de jonge Boba Fett hem aan, maar slaagde er niet in om hem gevangen te nemen, door toedoen van Grievous.
Eveneens tijdens de Kloonoorlogen raakte Tambor een van zijn ogen kwijt door toedoen van Anakin Skywalker. Nadien kreeg hij een nieuw oog dat afkomstig was van een monster, de Albino Cycloop.
Tijdens seizoen 1 van de serie Star Wars: The Clone Wars leidt Wat Tambor een invasie van de Separatisten op Ryloth. Maar Republikeinse troepen onder leiding van de Jedi Mace Windu, Anakin Skywalker, Ashoka Tano en Obi-Wan Kenobi weten de planeet te bevrijden en Tambor in te rekenen. Dat Tambor werd gepakt had hij volledig aan zichzelf te wijten, aangezien Graaf Dooku hem nog waarschuwde eerder van de planeet te vertrekken.

### Episode III: Revenge of the Sith
Aan het einde van de Kloonoorlogen bevond Tambor zich samen met de rest van de Separatistische Raad op een geheime locatie op de planeet Utapau. Later werd hij op verzoek van Darth Sidious (samen met de andere leiders van de Separatisten), naar Mustafar overgebracht. Daar kreeg Tambor te horen dat Sidious hen bedankte voor hun inspanningen en zijn nieuwe leerling, Darth Vader zou sturen om het verder af te handelen. Vader was gestuurd om de Separatisten te vermoorden, omdat die niet langer nodig waren. Sidious had de Separatisten gebruikt op weg naar de macht. Als Kanselier had Sidious/Palpatine nu zoveel macht, dat hij zichzelf tot Keizer kon uiroepen. Wat Tambor was niet meer.

## Achter de scènes
- In de novelisatie van Revenge of the Sith, beloofde Tambor aan Vader alles wat hij wilde, waarmee Vader akkoord ging door Tambors hoofd en armen af te hakken met zijn lichtzwaard. Nadien bedankte de Sith hem voor het aanbod.
- In Attack of the Clones werd zijn stem ingesproken door Chris Truswell.